# Пол Гостад
Пол Гостад (англ. Paul Gaustad; нар. 3 лютого 1982, Фарго) — американський хокеїст, що грав на позиції центрального нападника. Грав за збірну команду США.
Провів понад 700 матчів у Національній хокейній лізі.

## Ігрова кар'єра
Хокейну кар'єру розпочав 1998 року.
2000 року був обраний на драфті НХЛ під 220-м загальним номером командою «Баффало Сейбрс».
З 1999 по 2002 роки захищав кольори молодіжної команди «Портленд Вінтергокс».
У сезоні 2002–03 років виступав у фарм-клубі «Сейбрс» «Рочестер Американс», за «Баффало» провів лише одну гру. У сезоні 2005–06, Пол зайняв стартову позицію у складі «Сейбрс» у четвертій ланці.
7 лютого 2007 року в грі проти «Оттава Сенаторс» отримав травму ноги, яка навіть могла завершити його кар'єру, якби вона була на дюйм глибшою. Однак він одужав раніше запланованого терміну і 4 травня 2007 року приєднався до «Сейбрс» у плей-оф Кубка Стенлі 2007 року.
1 липня 2008 року Гостад продовжив контракт із «шаблями» ще на чотири роки.
27 лютого 2012 року Пола та Юусе Сарос обміняли на вибір Драфту в першому раунді 2012 року до клубу «Нашвілл Предаторс».
8 вересня 2016 року Гостад оголосив про завершення кар’єри в НХЛ після 12 сезонів у своєму акаунті в Instagram.
Загалом провів 795 матчів у НХЛ, включаючи 68 ігор плей-оф Кубка Стенлі.
Виступав за збірну США, на головних турнірах світового хокею провів 6 ігор в її складі.

## Статистика

### Клубні виступи
| Сезон        | Клуб                  | Ліга         | Регулярний сезон | Регулярний сезон | Регулярний сезон | Регулярний сезон | Регулярний сезон | Плей-оф | Плей-оф | Плей-оф | Плей-оф | Плей-оф |
| Сезон        | Клуб                  | Ліга         | І                | Г                | П                | О                | ШХ               | І       | Г       | П       | О       | ШХ      |
| ------------ | --------------------- | ------------ | ---------------- | ---------------- | ---------------- | ---------------- | ---------------- | ------- | ------- | ------- | ------- | ------- |
| 1998–99      | «Портленд Гоукс»      | U18 AA       | 45               | 47               | 53               | 100              | 81               | —       | —       | —       | —       | —       |
| 1999–2000    | «Бернабі Бульдогс»    | БКХЛ         | 19               | 2                | 3                | 5                | 25               | —       | —       | —       | —       | —       |
| 1999–2000    | «Портленд Вінтергокс» | ЗХЛ          | 56               | 6                | 8                | 14               | 110              | —       | —       | —       | —       | —       |
| 2000–01      | «Портленд Вінтергокс» | ЗХЛ          | 70               | 11               | 30               | 41               | 168              | 16      | 10      | 6       | 16      | 59      |
| 2001–02      | «Портленд Вінтергокс» | ЗХЛ          | 72               | 36               | 44               | 80               | 202              | 6       | 3       | 1       | 4       | 16      |
| 2002–03      | «Рочестер Американс»  | АХЛ          | 80               | 14               | 39               | 53               | 137              | 3       | 0       | 0       | 0       | 4       |
| 2002–03      | «Баффало Сейбрс»      | НХЛ          | 1                | 0                | 0                | 0                | 0                | —       | —       | —       | —       | —       |
| 2003–04      | «Рочестер Американс»  | АХЛ          | 78               | 9                | 22               | 31               | 169              | 16      | 3       | 10      | 13      | 30      |
| 2004–05      | «Рочестер Американс»  | АХЛ          | 76               | 18               | 25               | 43               | 192              | 9       | 6       | 5       | 11      | 16      |
| 2005–06      | «Баффало Сейбрс»      | НХЛ          | 78               | 9                | 15               | 24               | 65               | 18      | 0       | 4       | 4       | 14      |
| 2006–07      | «Баффало Сейбрс»      | НХЛ          | 54               | 9                | 13               | 22               | 74               | 7       | 0       | 1       | 1       | 2       |
| 2007–08      | «Баффало Сейбрс»      | НХЛ          | 82               | 10               | 26               | 36               | 85               | —       | —       | —       | —       | —       |
| 2008–09      | «Баффало Сейбрс»      | НХЛ          | 62               | 12               | 17               | 29               | 108              | —       | —       | —       | —       | —       |
| 2009–10      | «Баффало Сейбрс»      | НХЛ          | 65               | 12               | 10               | 22               | 82               | 6       | 0       | 1       | 1       | 8       |
| 2010–11      | «Баффало Сейбрс»      | НХЛ          | 81               | 12               | 19               | 31               | 101              | 7       | 0       | 2       | 2       | 13      |
| 2011–12      | «Баффало Сейбрс»      | НХЛ          | 56               | 7                | 10               | 17               | 70               | —       | —       | —       | —       | —       |
| 2011–12      | «Нашвілл Предаторс»   | НХЛ          | 14               | 0                | 4                | 4                | 6                | 10      | 1       | 1       | 2       | 5       |
| 2012–13      | «Нашвілл Предаторс»   | НХЛ          | 23               | 2                | 3                | 5                | 20               | —       | —       | —       | —       | —       |
| 2013–14      | «Нашвілл Предаторс»   | НХЛ          | 75               | 10               | 11               | 21               | 61               | —       | —       | —       | —       | —       |
| 2014–15      | «Нашвілл Предаторс»   | НХЛ          | 73               | 4                | 10               | 14               | 60               | 6       | 0       | 0       | 0       | 22      |
| 2015–16      | «Нашвілл Предаторс»   | НХЛ          | 63               | 2                | 4                | 6                | 46               | 14      | 1       | 0       | 1       | 0       |
| Усього в АХЛ | Усього в АХЛ          | Усього в АХЛ | 234              | 41               | 86               | 127              | 498              | 28      | 9       | 15      | 24      | 50      |
| Усього в НХЛ | Усього в НХЛ          | Усього в НХЛ | 727              | 89               | 142              | 231              | 778              | 68      | 2       | 9       | 11      | 64      |

### Збірна
| Рік                | Команда            | Турнір             | Місце              | І | Г | П | О | ШХ |
| ------------------ | ------------------ | ------------------ | ------------------ | - | - | - | - | -- |
| 2011               | США                | ЧС                 | 8-е                | 6 | 0 | 1 | 1 | 4  |
| Національна збірна | Національна збірна | Національна збірна | Національна збірна | 6 | 0 | 1 | 1 | 4  |